# 완도 법화사지
완도 법화사지(莞島 法華寺地)는 대한민국 전라남도 완도군 완도읍 장좌리, 장도 청해진으로부터 서북쪽으로 약 2km 떨어진 상왕산 아래에 있는 법화사터이다. 1990년 2월 24일 전라남도의 기념물 제131호로 지정되었다.

## 개요
장도 청해진으로부터 서북쪽으로 약 2km 떨어진 상왕산 아래에 있는 법화사터이다.
법화사는 주민들에 의해 전해진 구전내용과 문헌기록으로 미루어 보아 통일신라 말 장보고(?∼846)가 지은 절로 그의 해상활동과 긴밀한 관련이 있었던 것으로 추정된다.
당시 이 절은 신라 문화의 해외진출과 함께 입당한 구법승들의 중간휴식처 구실을 했으며, 중국 당나라에서 일본에 파견된 사절단들의 영빈관 구실도 겸했다고 한다. 또 중국의 산동성 적산촌에 있는 법화원과도 서로 교류가 되었던 곳이다. 법화원 역시 통일신라의 절로 장보고가 지었다고 하며, 이곳에 우리나라 승려는 물론 특히 일본승려들이 머물면서 많은 도움을 받았다 한다.
법화사터는 현재 논과 밭으로 경작되고 있으며 주위에서는 기와조각이 많이 발견되고 있다.

## 참고 자료
- 완도법화사지 - 국가유산청 국가유산포털